# روبوكوب 3
فيلم روبوكوب 3 (بالإنجليزية:RoboCop 3) ، الفيلم ظهرت بالجزء الثالث سنة 1993م ، والتي تم تصويرها في مدينة ديترويت بولاية ميشيغان ، وهي فيلم أمريكي تتميز بالحركة والإثارة ومواجهة الأقوياء .
ويعتقد الشائعات أن التفجيرات الرهيبة التي حدثت في أولمبياد أتلانتا 1996 كانت بسبب الفيلم .

## قصة الفيلم
تحكي الفيلم السيطرة اليابانية على السوق الأمريكية والتي كان يقودها زعيم زيباتسو اليابانى العجوز يدعى كيماتسو (Kanemitsu) ، وقام بصناعة الربوتات اليابانية لمواجهة بطل الفيلم روبوكوب ، وقبل نهاية الفيلم قام روبوكوب بتخريب المشروع اليابانى وأعلن كيماتسو إفلاسه ...

## وصلات خارجية
- روبوكوب 3 على موقع IMDb (الإنجليزية)
- روبوكوب 3 على موقع ميتاكريتيك (الإنجليزية)
- روبوكوب 3 على موقع روتن توميتوز (الإنجليزية)
- روبوكوب 3 على موقع نتفليكس (الإنجليزية)
- روبوكوب 3 على موقع قاعدة بيانات الأفلام العربية
- روبوكوب 3 على موقع ألو سيني (الفرنسية)
- روبوكوب 3 على موقع Turner Classic Movies (الإنجليزية)
- روبوكوب 3 على موقع أول موفي (الإنجليزية)
- روبوكوب 3 على موقع بوكس أوفيس موجو (الإنجليزية)
- روبوكوب 3 على موقع فيلمافينيتي (الإسبانية)